# Universitat Guglielmo Marconi
La Universitat Guglielmo Marconi (en italià Università degli Studi Guglielmo Marconi) és una universitat situada a Roma (Via Plinio, 44), fundada el 2004, i que compta amb 15.603 estudiants. Està dividida en 6 facultats.